# Mercantilismo

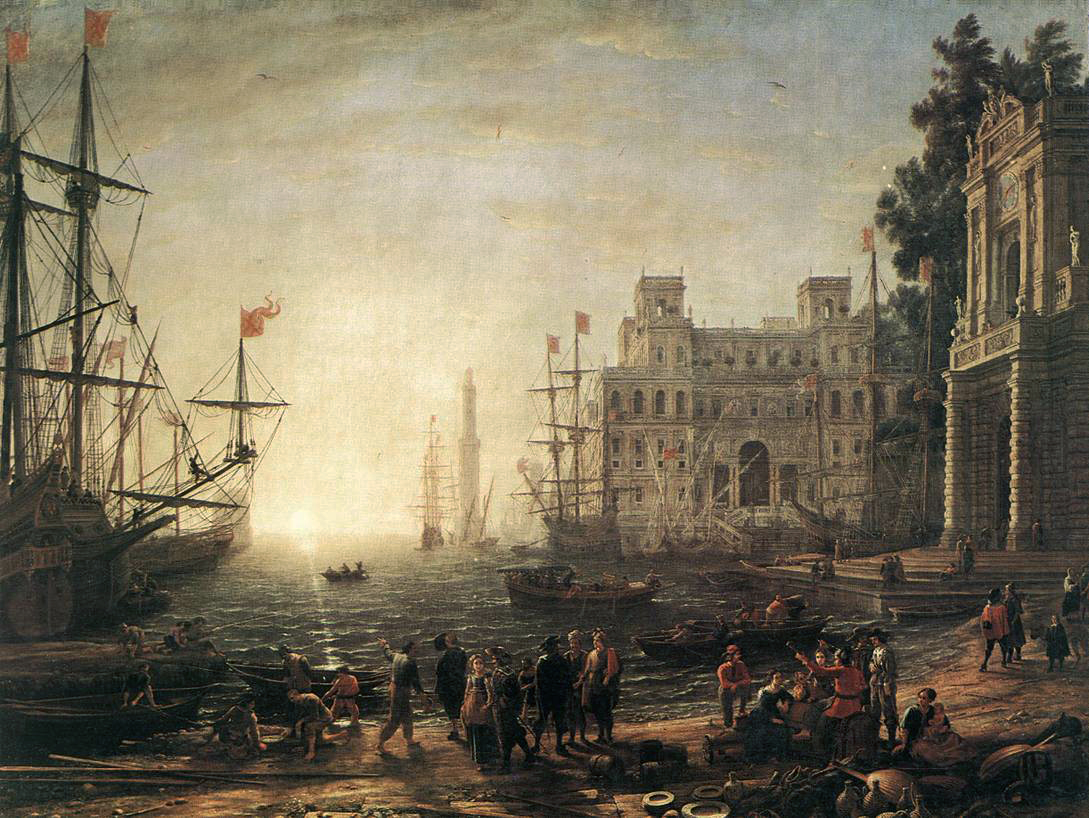
Quadro de Claude Lorrain que representa um porto de mar francês de 1638, no momento fundamental do mercantilismo.

Mercantilismo é um conjunto de práticas econômicas desenvolvido na Europa na Idade Moderna, entre o século XV e o final do século XVIII. O mercantilismo originou um conjunto de medidas econômicas diversas de acordo com os Estados. Caracterizou-se por uma forte intervenção do Estado na economia. Consistiu numa série de medidas tendentes a unificar o mercado interno e teve como finalidade a formação de fortes Estados-nacionais.
É possível distinguir três modelos principais: balança comercial favorável, pacto colonial e protecionismo. Segundo William Holman Hunt, o mercantilismo originou-se no período em que a Europa estava a passar por uma grave escassez de ouro e prata, não tendo, portanto, dinheiro suficiente para atender ao volume crescente do comércio.
As políticas mercantilistas partilhavam a crença de que a riqueza de uma nação residia na acumulação de metais preciosos (ouro e prata), advogando que estes se atrairiam através do incremento das exportações e da restrição das importações (procura de uma balança comercial favorável). Essa crença é conhecida como bulionismo ou metalismo.
O Estado desempenha um papel intervencionista na economia, implantando novas indústrias protegidas pelo aumento dos direitos alfandegários sobre as importações, protecionismo, controlando os consumos internos de determinados produtos, melhorando as infraestruturas e promovendo a colonização de novos territórios (monopólio), entendidos como forma de garantir o acesso a matérias-primas e o escoamento de produtos manufaturados. A forte regulamentação da economia pelo mercantilismo será contestada na segunda metade do século XVIII por François Quesnay e pelo movimento dos fisiocratas.
O mercantilismo é um conjunto de ideias econômicas que considera a prosperidade de uma nação ou Estado dependente do capital que possa ter. Os pensadores mercantilistas preconizam o desenvolvimento econômico por meio do enriquecimento das nações graças ao comércio exterior, o que permite encontrar saída aos excedentes da produção. O Estado adquire um papel primordial no desenvolvimento da riqueza nacional, ao adotar políticas protecionistas, e em particular estabelecendo barreiras tarifárias e medidas de apoio à exportação.

## Princípios mercantilistas
Os princípios mercantilistas eram os seguintes:
Incentivos às manufaturasO governo estimulava o desenvolvimento de manufaturas em seus territórios. Como o produto manufaturado era mais caro do que as matérias-primas ou gêneros agrícolas, sua exportação era certeza de bons lucros.
Protecionismo alfandegárioO governo de uma nação deve aplicar uma política protecionista sobre a sua economia, favorecendo a exportação e desfavorecendo a importação, sobretudo mediante a imposição de tarifas alfandegárias. Incentiva-se, portanto, a balança comercial positiva com outras nações. Eram criados impostos e taxas para evitar ao máximo a entrada de produtos vindos do exterior. Era uma forma de estimular a indústria e manufaturas nacionais e também evitar a saída de moedas para outros países.
Balança comercial favorávelO esforço era para exportar mais do que importar, desta forma os ingressos de moeda seriam superiores às saídas, deixando em boa situação financeira.
Soma zeroAcredita que o volume global do comércio mundial é inalterável. Os mercantilistas viam o sistema econômico como um jogo de soma zero, no qual o lucro de uma das partes implica a perda da outra.
Colônias de exploraçãoA riqueza de um país está diretamente ligada à quantidade de colônias de que dispunha para exploração. O mercantilismo indiretamente impulsionou muitas das guerras europeias do período e serviu como causa e fundamento do imperialismo europeu, dado que as grandes potências da Europa lutavam pelo controlo dos mercados disponíveis no mundo. Sob este aspecto, vale salientar que, nas expansões marítimas e comerciais das nações, um país não poderia invadir o caminho percorrido constantemente por outro, como no caso da procura pelas Índias Ocidentais. Isto perdurou até que, após o descobrimento da América, a Inglaterra decidiu "trilhar" o seu próprio caminho. Portugal e Espanha se mostraram insatisfeitos com o fato, o que motivou a célebre frase do rei da Inglaterra:
O sol brilha para todos! E eu desconheço a cláusula do testamento de Adão que dividiu a terra entre portugueses e espanhóis.
Comércio colonial monopolizado pela metrópoleAs colônias europeias deveriam comercializar exclusivamente com suas respectivas metrópoles. Para as metrópoles tratava-se de vender caro e comprar barato. Dentro desse contexto ocorreu o ciclo do açúcar no Brasil Colonial.

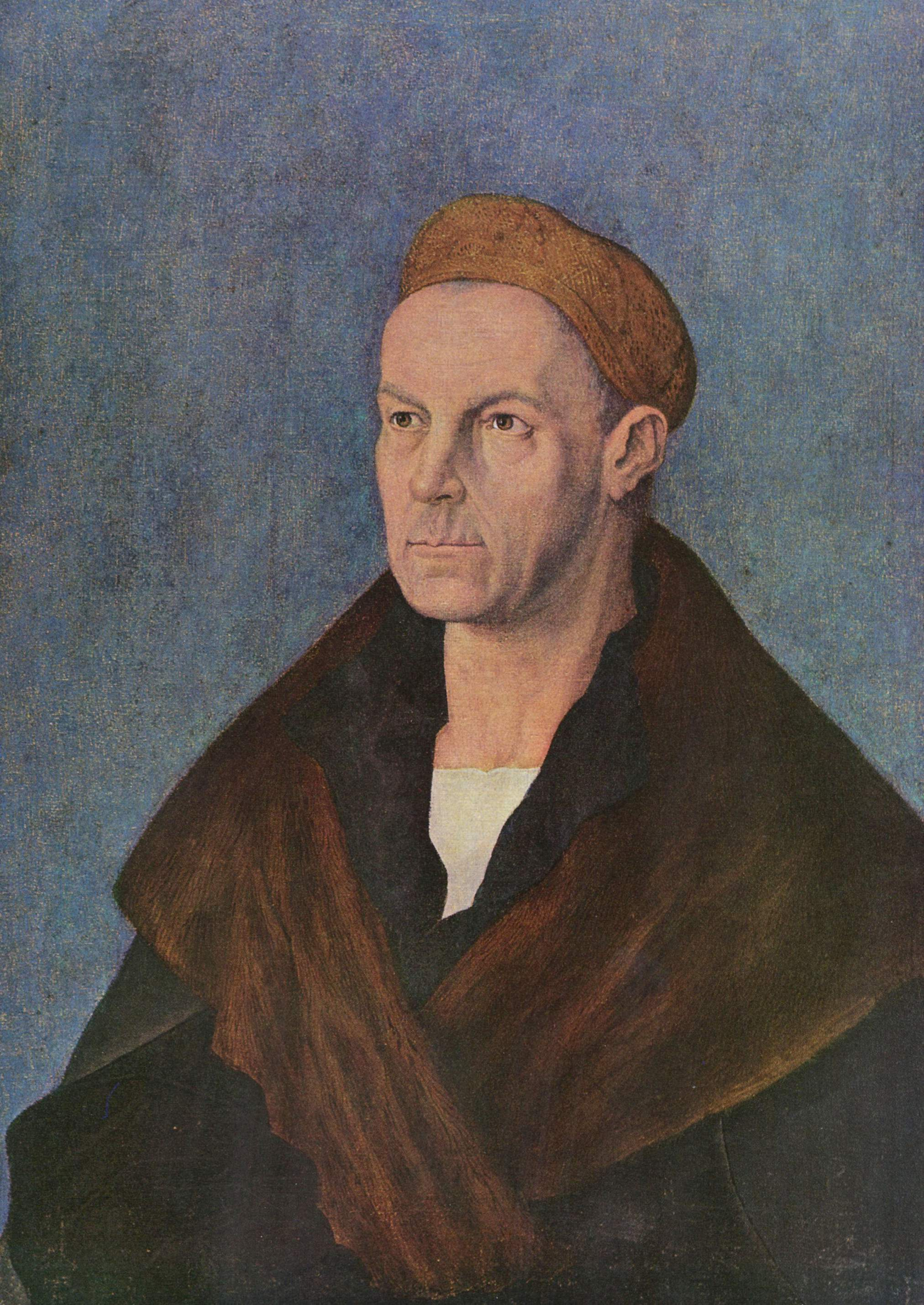
Jakob Fugger "o rico", retratado por Albrecht Dürer (1519) na época em que negociava um empréstimo a Carlos I da Espanha para financiar sua eleição imperial e assim tornar-se Carlos V da Alemanha. Os impostos com os quais pensava devolver o crédito provocaram a Guerra das Comunidades de Castela. Pouco antes, as manobras teológico-financeiras do papado provocaram a Reforma luterana na Alemanha

O mercantilismo enquadra-se historicamente na Idade Moderna, com a progressiva autonomia da economia frente à moral e a religião bem como frente à política. Esta enorme ruptura realizar-se-á por meio de conselheiros dos governantes e pelos comerciantes. Esta nova disciplina chegará a ser uma verdadeira ciência econômica com a fisiocracia. Entre os muitos autores mercantilistas, há que destacar a Martín de Azpilicueta (1492-1586), Tomás de Mercado (1525-1575), Jean Bodin (1530–1596), Antoine de Montchrétien (1576–1621), ou William Petty (1623–1687).
O mercantilismo foi a teoria predominante ao longo de toda a Idade Moderna (do século XVI ao XVIII), época que aproximadamente indica o surgimento da ideia do Estado-nação e a formação econômico social conhecida como Antigo Regime na Europa Ocidental. Marca o final da proeminência da ideologia econômica do cristianismo (a crematística), inspirada em Aristóteles e Platão, que recusava a acumulação de riquezas e os empréstimos com juros (vinculados ao pecado da usura). Numa época que os reis desejavam possuir o máximo de ouro possível, as teorias mercantilistas buscavam esse objetivo e desenvolviam uma problemática baseada no enriquecimento, com base numa análise simplificada dos fluxos econômicos, em que, por exemplo, não se leva em conta o papel do sistema social.
Como agente unificador tendente à criação de um Estado nacional soberano, o mercantilismo contrapõe-se a duas forças: a primeira, mais espiritual e jurídica do que político-econômica, era constituída pelos poderes universais: a Igreja e o Sacro Império Romano Germânico; a segunda, de caráter predominantemente econômico foi o particularismo local, com a dificuldade que produz para as comunicações e a sobrevivência da economia natural (em determinadas zonas as rendas do Estado eram em espécie e não em dinheiro), enquanto a pretensão mercantilista era de que o mercado fechado fosse substituído pelo mercado nacional, e as mercadorias fossem substituídas por ouro, como medida de valor e meio de troca. O mercantilismo vê a intervenção do Estado como o meio mais eficaz para o desenvolvimento econômico.
Outra tendência do mercantilismo era fortalecer o poder do Estado no exterior, subordinando a atividade econômica a esse objetivo, e interessando-se pela riqueza enquanto servisse como base para isso. O liberalismo considerará a riqueza como preciosa para o indivíduo e, portanto, digna de ser atingida como um fim em si mesmo: se o particular não deve pensar em nada mais senão em enriquecer, é um fato puramente natural e involuntário que a riqueza dos cidadãos contribua para aumentar a riqueza do Estado. Por outro lado, para os mercantilistas, a riqueza privada é simplesmente um meio, e como tal fica subordinado ao Estado e aos seus fins de domínio.
A confiança no mercantilismo começou a decair em finais do século XVIII, quando as teorias de Adam Smith e de outros economistas clássicos foram ganhando prestígio no Império Britânico e, em menor grau, no restante da Europa (exceto na Alemanha, onde a Escola Histórica de Economia foi a mais importante durante todo o século XIX e começo do XX). Adam Smith, na sua obra "A riqueza das nações", critica o mercantilismo com dureza, qualificando-o como uma "economia ao serviço do Príncipe". Curiosamente, embora tenha sido uma antiga colônia britânica, os Estados Unidos não aderiram à economia clássica. Em vez disso, adotaram uma forma de neomercantilismo preconizada pela chamada "escola americana" - organizada em torno das políticas de Alexander Hamilton, Henry Clay e Abraham Lincoln, as quais posteriormente seriam defendidas pelo Partido Republicano. Essa corrente seria dominante nos EUA até ao surgimento do New Deal, após a crise de 1929. A escola americana também influenciaria os economistas da Escola Histórica de Economia, como Friedrich List.
Atualmente a teoria do mercantilismo é recusada pela maioria dos economistas, se bem que alguns dos seus elementos sejam ocasionalmente vistos de modo positivo por alguns, entre os quais cabe citar a Ravi Batra, Pat Choate, Eammon Fingleton, ou Michael Lind.

## Doutrina econômica mercantilista

### O mercantilismo como conjunto de ideias econômicas
Quase todos os economistas europeus dentre 1500 e 1750 são considerados atualmente como mercantilistas. Contudo, estes autores não se consideravam partícipes de uma única ideologia econômica. O termo só foi inventado em 1763, por Vitor Riquetti Marquês de Mirabeau, e popularizado por Adam Smith, em 1776. O termo mercantilismo foi criado a partir da palavra latina mercari, que significa mercantil, no sentido de levar a cabo um negócio, e que procede da raiz merx que significa mercadoria. De início foi usado apenas por críticos, como Mirabeau e o próprio Smith, mas foi logo adotada pelos historiadores. De fato, Smith foi quem primeiro organizou formalmente muitas das contribuições dos mercantilistas no seu livro A Riqueza das Nações.
O mercantilismo em si não pode ser considerado como uma teoria unificada de economia. Na realidade não houve escritores mercantilistas que apresentassem um esquema geral do que seria uma economia ideal, tal como Adam Smith faria mais adiante para a economia clássica. O escritor mercantilista tendia a concentrar a sua atenção numa área específica da economia. Somente após o período mercantilista é que estudiosos, como Eli F. Heckscher, integrariam as diversas ideias no que chamariam mercantilismo. Heckscher vê, nos escritos da época, um sistema de poder político e, ao mesmo tempo, um sistema de regulamentação da atividade econômica, um sistema protecionista e um sistema monetário com a teoria da balança comercial. Contudo, alguns teóricos recusam completamente a ideia mesma de uma teoria mercantilista, alegando que esta dá "uma falsa unidade a fatos díspares". O historiador do pensamento econômico Mark Blaug faz notar que o mercantilismo foi qualificado posteriormente como "bagagem incômoda", "diversão de historiografia", e de "gigantesco globo teórico".
Até certo ponto, a doutrina mercantilista, em si mesma, tornava impossível a existência de uma teoria geral da economia. Os mercantilistas viam o sistema econômico como um jogo de soma zero, onde a ganância de uma das partes supunha a perda da outra ou, seguindo a famosa máxima de Jean Bodin, "não há nada que alguém ganhe e que outrem não perca". Assim, por definição, qualquer sistema político que beneficiasse a um grupo faria dano a outro (ou outros), não existindo a possibilidade de a economia servir para maximizar a riqueza comum ou para o bem comum. Aparentemente, os escritos dos mercantilistas foram feitos mais para justificar a posteriori uma série de práticas, do que para avaliar o impacto dessas práticas e determinar o melhor modo de implementá-las.
O mercantilismo é, portanto, uma doutrina ou política econômica que aparece num período intervencionista e descreve um credo econômico que prevaleceu à época de nascimento do capitalismo, antes da Revolução Industrial.
As primeiras teorias mercantilistas desenvolvidas a princípios do século XVI estiveram pontuadas pelo bullionismo. A esse respeito, Adam Smith escrevia:
| “ | A dupla função que cumpre o Dinheiro, como instrumento de comércio e como medida dos valores, fez com que se produza de jeito natural essa ideia popular de que o Dinheiro faz a riqueza, ou que a riqueza consiste na abundância de ouro e prata [...]. Razoa-se do mesmo jeito com referência a um país. Um país rico é aquele no que abunda o dinheiro, e o meio mais simples de enriquecer o seu, é amassar o ouro e a prata [...]. Devido ao crescente sucesso destas ideias, as diferentes nações da Europa dedicaram-se, embora sem sucesso suficiente, a buscar e acumular ouro e prata de todas as maneiras possíveis. Espanha e Portugal, possuidoras das principais minas que provêm à Europa desses metais, proibiram a sua exportação ameaçando com graves represálias, ou submeteram-na a enormes taxas. Esta mesma proibição fez parte da política da maioria das nações da Europa. É encontrada mesmo onde menos se aguardaria, em algumas antigas atas do parlamento da Escócia, que proíbem, sob fortes penas, transportar ouro e prata fora do reino. A mesma política pôs-se em prática na França e na Inglaterra | ” |

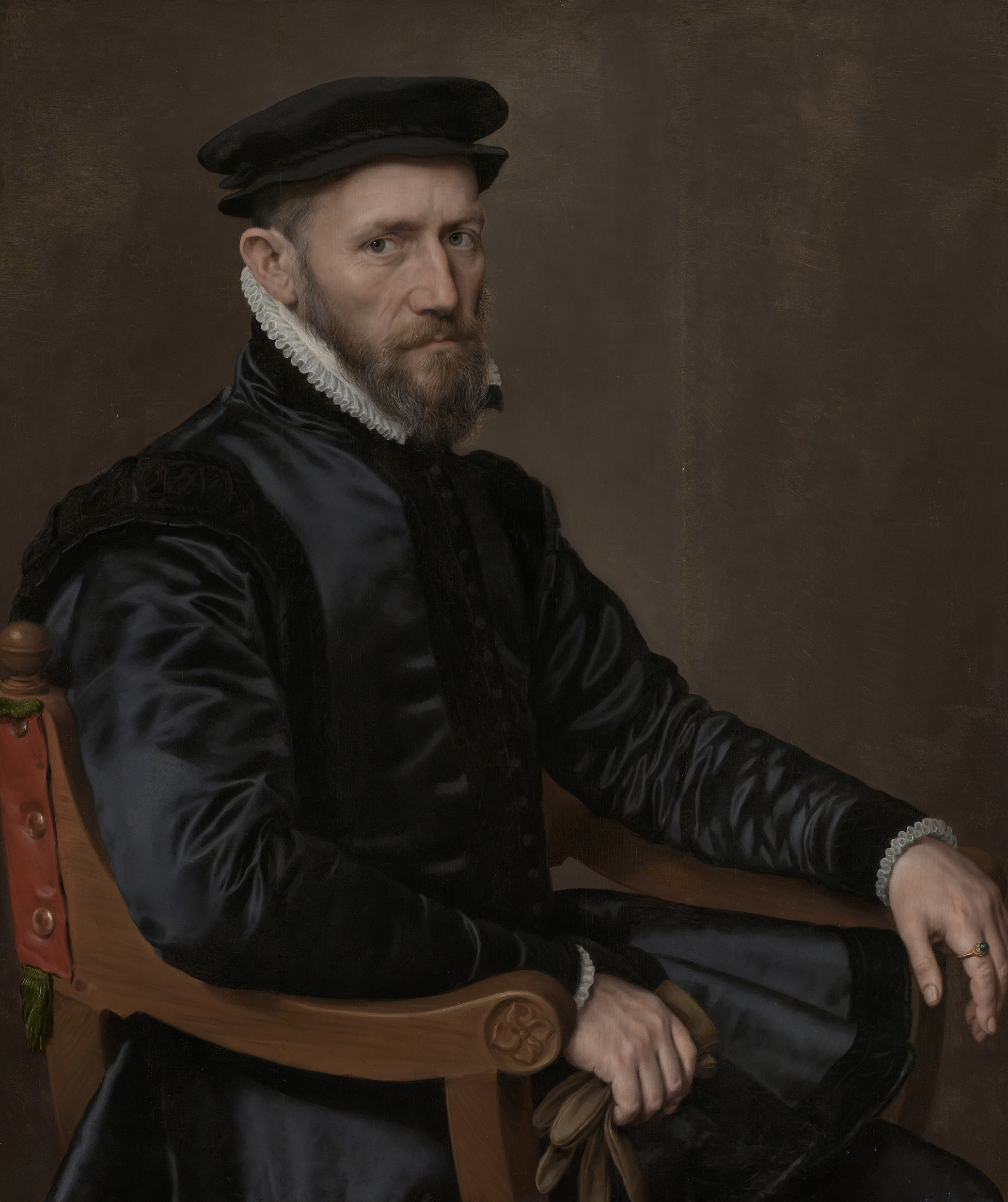
Thomas Gresham, comerciante e financeiro inglês

Durante esse período, importantes quantidades de ouro e prata fluíam desde as colônias espanholas do Novo Mundo para a Europa. Para os escritores bullionistas, como Jean Bodin ou Thomas Gresham, a riqueza e o poder do Estado medem-se pela quantidade de ouro que possuem. Cada nação deve, pois, acrescentar as suas reservas de ouro à custa das demais nações para fazer crescer o seu poder. A prosperidade de um Estado mede-se, segundo os bullionistas, pela riqueza acumulada pelo governo, sem mencionar a Renda Nacional. Este interesse para as reservas de ouro e prata é explicado em parte pela importância dessas matérias-primas na época de guerra. Os exércitos, que contavam com muitos mercenários, eram pagos com ouro e exceto os poucos países europeus que controlavam as minas de ouro e prata, a principal maneira de obter essas matérias-primas era o comércio internacional. Se um Estado exportava mais do que importava, a sua "balança do comércio" (o que corresponde atualmente à balança comercial) era excedentária, o qual se traduzia numa entrada neta de dinheiro.
Isto levou os mercantilistas a propor como objetivo econômico o de ter um excedente comercial. Era estritamente proibida a exportação de ouro. Os bullionistas também eram partidários de altas taxas de juros para animar os investidores a investir o seu dinheiro no país.
No Século XVIII foi desenvolvida uma versão mais elaborada das ideias mercantilistas, que recusava a visão simplista do bullionismo. Esses escritores, como Thomas Mun, situavam como principal objetivo o crescimento da riqueza nacional, e embora continuavam considerando que o ouro era a riqueza principal, admitiam que existiam outras fontes de riqueza, como as mercadorias.
| “ | (…) não é a grande quantidade de ouro e prata o que constitui a verdadeira riqueza de um Estado, já que no mundo há países muito grandes que contam com abundância de ouro e prata, e que não se encontram mais cômodos, nem são mais felizes [...]. A verdadeira riqueza de um Reino consiste na abundância das Mercancias, cujo uso é tão necessário para o sustento da vida dos homens, que não podem passar delas" | ” |

O objetivo de uma balança comercial excedentária continuava a ser perseguido, mas desde esse momento era visto interessante importar mercadorias da Ásia por meio de ouro para revender depois esses bens no mercado europeu com importantes benefícios.
| “ | E para deixar a coisa ainda mais clara, quando dizemos [...] que 100 mil libras exportadas em efetivo podem servir para importar o equivalente aproximado de 500 mil libras esterlinas em mercadorias das Índias Orientais, há que entender que a parte dessa soma que pode chamar-se com propriedade a nossa importação, ao ser consumida no reino, tem um valor de umas 120 mil libras esterlinas anuais. De maneira que o resto, é dizer 380 mil libras, é mercadoria exportada ao estrangeiro sob a forma do nossos tecidos, o nosso chumbo, o nosso estanho, ou de qualquer outro produto do nosso país, com grande aumento do patrimônio e isso no tesouro do reino, pelo qual podemos concluir que o comércio das Índias Orientais prove a esse fim. | ” |

Esta nova visão recusava a partir desse momento a exportação de matérias-primas, que uma vez transformadas em bens finais constituíam uma importante fonte de riqueza. Enquanto o bullionismo favorecera a exportação massiva de lã de Grã-Bretanha, a nova geração de mercantilistas apoiava a proibição total de exportar matérias-primas e propugnava o desenvolvimento de indústrias manufatureiras domésticas. Ao precisar as indústrias importantes capitais, no Século XVIII houve uma redução das limitações contra a usura. Como muito bem demonstrou William Petty, a taxa de interesse vê-se como uma compensação pelas moléstias ocasionadas ao prestador ao ficar sem liquidez. Um resultado dessas teorias foi a posta em prática das Navigation Acts a partir de 1651, que deram aos barcos ingleses a exclusiva nas relações entre Grã-Bretanha e as suas colônias, proibindo aos holandeses o acesso a certos portos para restringir a expansão dos Países Baixos.
As consequências em matéria de política interior das teorias mercantilistas estavam muito mais fragmentadas do que os seus aspetos de política comercial. Enquanto Adam Smith dizia que o mercantilismo apelava a controlos muito estritos da economia, os mercantilistas não concordavam entre si. Alguns propugnavam a criação de monopólios e outras cartas patentes. Mas outros criticavam o risco de corrupção e de ineficácia de tais sistemas. Muitos mercantilistas também reconheciam que a instauração de quotas e de controlo dos preços propiciava o mercado negro.
Por outro lado, a maior parte dos teóricos mercantilistas estavam de acordo na opressão econômica dos operários e agricultores que deviam viver com uma renda perto do nível de sobrevivência, para maximizar a produção. Uma maior renda, tempo de lazer suplementar ou uma melhor educação dessas populações contribuiriam para favorecer a folgança e prejudicariam a economia. Esses pensadores viam uma dupla vantagem no fato de dispor de abundante mão-de-obra: as indústrias desenvolvidas nessa época precisavam de muita mão-de-obra e, ademais, isso reforçava o potencial militar do país. Os salários eram mantidos, portanto, em um baixo nível para incitar a trabalhar. As leis de pobres (Poor Laws) em Inglaterra perseguem os vagabundos e fazem obrigatório o trabalho. O ministro Colbert fará trabalhar as crianças com seis anos nas manufaturas do Estado.
A reflexão sobre a pobreza e o seu papel social na Idade Moderna cobrou importância, sobretudo após a Reforma Protestante e os diferentes papéis que à predestinação e o triunfo pessoal davam a teologia de Lutero, Calvino ou a Contra-reforma. A opinião católica tradicional associava-se ao mantimento do Antigo Regime, sancionando o lazer dos privilegiados e considerando a condenação do trabalho como um castigo divino, enquanto as sociedades onde triunfou o protestantismo pareciam adequar-se mais aos novos valores burgueses. Tradicionalmente os pobres eram vistos como os mais próximos a Deus, e as instituições de caridade não se viam como meios de erradicar a pobreza, senão de paliar os seus efeitos. Porém, entre os católicos também se inclui a obra de Juan Luis Vives De subventione pauperum. Sive de humanis necessitatibus libri II (Os dois livros da subvenção aos pobres ou da necessidade humana. Bruxas, 1525), que trata o problema da mendicidade procurando soluções nas instituições públicas, que devem socorrer os verdadeiros pobres e fazer trabalhar aos que somente são vagos; para isso considerava precisa uma organização da beneficência e uma reforma do sistema sanitário, de asilo. Seguindo as suas ideias foi organizada a atuação contra a pobreza na cidade de Bruxas.

### Interpretação histórica do mercantilismo
Em efeito, não se pode falar de uma escola mercantilista, pois, para poder falar de uma escola deve existir uma série de características como a presença de um mestre que crie um pensamento que seja seguido pelos membros da escola, além de homogeneidade no pensamento. Assim, por exemplo, podemos falar da Escola Clássica com Adam Smith como epicentro do pensamento, ou seja, como mestre, e a afinidade entre os diferentes autores da mesma. No caso do pensamento chamado mercantilista não encontramos nenhum dos atributos necessários para identificá-lo com uma escola de pensamento.
O mercantilismo teve diversas interpretações ao longo do tempo. Desde Adam Smith até o presente sucedem-se explicações do que foram e significaram todos estes autores chamados mercantilistas. John Maynard Keynes, Gustav Schmoller, William Cunningham e o já mencionado Adam Smith, entre muitos outros, achegaram a sua perspectiva do mercantilismo. É assinalado particularmente Eli Heckscher que, influenciado pelos três últimos autores mencionados, reúne as interpretações destes para logo acrescentar a sua. Fala do mercantilismo do ponto de vista da sua política protecionista e as suas atitudes monetárias (como já refere Smith), como uma doutrina na construção do Estado (recolhido de Schmoller), como um sistema de poder (propugnado por Cunningham) e acrescenta a sua tese a estas quatro: descreve o mercantilismo como uma concepção social que quebrou com as formas, tanto morais quanto religiosas, que determinavam o comportamento dos agentes econômicos.
Destaca-se Cantillon entre os autores que acreditam que o mercantilismo é a antecipação da doutrina clássica. Este autor, entre o pensamento mercantilista e clássico, aperfeiçoa o conceito de "balança de comércio" em termos de trabalho. Desta óptica é levado em conta o aumento do emprego como término positivo nas ganâncias da balança comercial. Assim, pois, Cantillon, advoga por medidas de estabilidade dos preços e impedir a sua subida (pela acumulação do dinheiro) e, em consequência, a sobrevivência de um nível alto de emprego

### A época mercantilista
O conceito de mercantilismo define-se a partir dos grandes Descobrimentos, consequência da abertura das rotas comerciais marítimas pelos portugueses entre o século XV e 1500 (data do descobrimento do Brasil) e a consolidada corrente do metal precioso (ouro e prata nomeadamente) levado dos territórios novos para a Europa, em particular depois do estabelecimento dos vice-reinos da Nova Espanha e do Peru pelos castelhanos.
Intimamente ligado à emergência do Estado-nação moderno e baseado na existência do binômio "metrópole – colônias", o mercantilismo assumiu formas nacionais, das quais podem citar-se, em ordem cronológica: Portugal, Espanha, Inglaterra, Holanda, França, Dinamarca e Suécia durante os séculos XVI, XVII e XVIII. Nesta época, o mercantilismo evolui de tal maneira que gera um estudo apropriado e traduz-se como uma atividade econômica, em tal grau que se fala de políticas econômicas e normas econômicas. O mercantilismo começa a ser conhecido com outras denominações, as mesmas que dão senso ao seu conceito: sistema mercantil, sistema restritivo, sistema comercial, colbertismo na França e cameralismo na Alemanha.
Derivado da expansão militar europeia e do incipiente desenvolvimento manufatureiro, como complemento da produção clássica da agricultura, o mercantilismo incrementou notavelmente o comércio internacional. Os mercantilistas foram os primeiros em identificar a importância monetária e política deste.
O mercantilismo desenvolveu-se numa época na que a economia europeia estava em transição do feudalismo ao capitalismo. As monarquias feudais medievais estavam sendo substituídas pelas novas nações-estado centralizadas, em forma de monarquias absolutas ou (em Inglaterra e Holanda) parlamentares. Os câmbios tecnológicos na navegação e o crescimento dos núcleos urbanos também contribuíram decisivamente ao rápido acréscimo do comércio internacional. O mercantilismo focava em como este comércio podia ajudar melhor os Estados.
Outro câmbio importante foi a introdução da contabilidade moderna e as técnicas de dupla entrada. A nova contabilidade permitia levar um claro seguimento do comércio, contribuindo para a possibilidade de fiscalizar a balança de comércio. E evidentemente, também não se pode ignorar o impacto do descobrimento da América. Os novos mercados e minas descobertas impulsionaram o comércio exterior a cifras até não concebidas. Isto levou a um grande acréscimo dos preços e a um acréscimo na própria atividade comercial. Curiosamente, a relação entre a chegada de metais preciosos americanos e a inflação europeia do século XVI (um fenômeno a uma escala até então desconhecida) não foi plenamente estabelecido até as pesquisas de Earl J. Hamilton numa data tão tardia quanto 1934 (O tesouro americano e a revolução dos preços na Espanha, 1501-1650).
Antes do mercantilismo, os estudos econômicos mais importantes realizados na Europa foram as teorias da Escolástica medieval. O objetivo destes pensadores era encontrar um sistema econômico que fosse compatível com as doutrinas cristãs com respeito à piedade e a justiça. Eram centrados nomeadamente nas questões microeconômicas e nas trocas locais entre indivíduos. O mercantilismo, por sua vez, estava alinhado com as outras teorias e ideias que estavam substituindo o ponto de vista medieval.
Nesta época foram adotadas também as teorias da Realpolitik impulsionadas por Nicolau Maquiavel e a primazia do interesse nacional nas relações internacionais. A ideia mercantilista de o comércio ser uma soma zero na qual cada parte fazia o possível para ganhar numa dura concorrência, integrava-se dentro das teorias filosóficas de Thomas Hobbes. Os jogos de soma zero, como o dilema do prisioneiro, podem ser consistentes com um ponto de vista mercantilista. No mencionado dilema, os jogadores são premiados por atraiçoar os seus companheiros, embora todos ficassem melhor se todos cooperassem.
Esse ponto de vista pessimista sobre a natureza humana também se encaixa na visão de mundo puritana, que inspirou parte da legislação mercantilista mais dura, como as Atos de Navegação (Navigation Acts) introduzidos pelo governo de Oliver Cromwell.

### As ideias mercantilistas
O pensamento mercantilista pode ser sintetizado através das nove regras de Von Hornick:
1. Que cada polegada do chão de um país seja utilizada para a agricultura, a mineração ou as manufaturas;
2. Todas as matérias que se encontrem num país sejam utilizadas nas manufaturas nacionais, porque os bens acabados têm um valor maior que as matérias-primas;
3. Que seja fomentada uma população grande e trabalhadora;
4. Que sejam proibidas todas as exportações de ouro e prata e que todo o dinheiro nacional seja mantido em circulação;
5. Que seja obstaculizado tanto quanto for possível todas as importações de bens estrangeiros;
6. Que onde sejam indispensáveis determinadas importações devam ser obtidas de primeira mão, em troca de outros bens nacionais, e não de ouro e prata;
7. Que na medida em que for possível, as importações sejam limitadas às primeiras matérias que possam acabar-se no país;
8. Que sejam procuradas constantemente as oportunidades para vender o excedente de manufaturas de um país aos estrangeiros, na medida necessária, em troca de ouro e prata;
9. Que não seja permitida nenhuma importação se os bens que se importam existissem suficiente e adequadamente no país.

Contudo, a política econômica interna que defende o mercantilismo estava ainda mais fragmentada do que a internacional. Enquanto Adam Smith apresentava um mercantilismo que apoiava o controlo estrito da economia, muitos mercantilistas não se identificavam com tais ideias. Durante os começos da era moderna estava na ordem do dia o uso das patentes reais e a imposição governamental de monopólios. Alguns mercantilistas apoiavam-nos, enquanto outros viam a corrupção e ineficiência desses sistemas.
Um dos elementos nos quais os mercantilistas estavam de acordo era a opressão econômica dos trabalhadores. Os assalariados e os granjeiros deviam viver nas "margens de subsistência". O objetivo era maximizar a produção, sem nenhum tipo de atenção sobre o consumo. O fato de as classes mais baixas terem mais dinheiro, tempo de lazer, ou educação era visto como um problema que degeneraria em poucos ganhos do trabalho, prejudicando a economia do país.
Por outro lado, os estudiosos não se põem de acordo no motivo pelo qual o mercantilismo foi a ideologia ou teoria econômica dominante durante dois séculos e meio. Um grupo, representado por Jacob Viner, argumenta que o mercantilismo foi simplesmente um sistema muito direto e que contava com senso comum. Contudo, sustentava-se sobre uma série de falácias lógicas que não podiam ser descobertas pelas pessoas da época, dado que não tinham as ferramentas analíticas necessárias. Outra escola, apoiada por economistas como Robert B. Ekelund, entende que o mercantilismo não era um erro, mas o melhor sistema possível para aqueles que o desenvolveram. Esta escola argumenta que as políticas mercantilistas foram desenvolvidas e postas em prática por comerciantes e governos, cujo objetivo era incrementar ao máximo os benefícios empresariais. Os empresários beneficiavam-se enormemente, e sem que isso lhes supusesse um esforço, pela imposição de monopólios, as proibições às importações e a pobreza dos trabalhadores. Os governos, pela sua vez, beneficiavam-se do cobro das tarifas alfandegárias e os pagamentos dos mercadores. Se bem que as ideias econômicas mais tardias foram desenvolvidas com freqüência por acadêmicos e filósofos, quase todos os escritores mercantilistas eram comerciantes ou pessoas com cargos no Governo.

### O mercantilismo como processo econômico
Dentro da doutrina econômica mercantilista emergiram, de maneira natural, três questões fundamentais que gerava esta lucrativa atividade comercial:
- O monopólio da exportação;
- O problema dos câmbios e a sua derivação;
- O problema da balança comercial.

Na obra The Circle of Commerce (O Círculo do Comércio, 1623), Edward Misselden desenvolveu um conceito de balança comercial expressado em termos de débitos e créditos, apresentando o cálculo da balança comercial para a Inglaterra do dia de Natal de 1621 até o de 1622.
A ideia mercantilista de "balança de comércio multilateral" corresponde à atual noção de "balança de pagamentos" e é composta de cinco contas:
| Balança de comércio multilateral |
| --- |
| 1. Conta corrente (=balança comercial) 1. Mercadorias (A) 2. Invisíveis (fretes, seguros, etc.) (A) 2. Contas de capital 1. A curto prazo (C) 2. A longo prazo (A) 3. Transferências unilaterais (doações, ajuda militar, etc.) (A) 4. Ouro (C) 5. Erros e Omissões |

## Políticas mercantilistas
As ideias mercantilistas foram a ideologia econômica dominante em toda Europa a princípio da Idade Moderna. Contudo, como conjunto de ideias não sistematizadas, a sua aplicação concretiza diferiu na prática de cada país.

### Na França

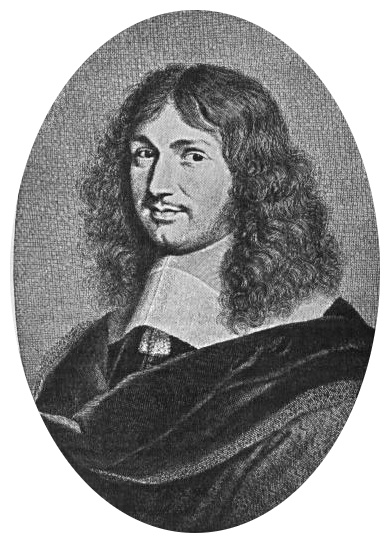
Ministro francês de finanças e mercantilista, Jean-Baptiste Colbert

Na França, o mercantilismo nasce a princípios do século XVI, pouco tempo depois do reforço da monarquia. Em 1539, um real decreto proíbe a importação de mercadorias têxteis de lã provenientes da Espanha e de uma parte de Flandres. O ano seguinte são impostas restrições à exportação de ouro. Multiplicam-se as medidas protecionistas ao longo do século. Jean-Baptiste Colbert, ministro de finanças durante 22 anos, foi o principal impulsionador das ideias mercantilistas na França, o que fez com que alguns falaram de colbertismo para designar o mercantilismo francês. Com Colbert, o governo francês implicou-se muito na economia para acrescentar as exportações. Colbert eliminou os obstáculos ao comércio ao reduzir as taxas alfandegárias interiores e ao construir uma importante rede de estradas e canais. As políticas desenvolvidas por Colbert em conjunto resultaram eficazes, e permitiram que a indústria e a economia francesas crescessem consideravelmente durante esse período, tornando a França numa das maiores potências europeias. Não teve tanto sucesso à hora de tornar França numa grande potência comercial equiparável à Inglaterra e a Holanda.
Também é característico do colbertismo empreender uma decidida política de criação de Manufaturas Reais que fabricavam produtos estratégicos ou de luxo (os Gobelinos, para tapetes e cristais), em ambos os casos consumíveis em primeiro lugar pela demanda da própria monarquia, ao mesmo tempo que produziam a emulação do seu consumo tanto dentro como fora do reino. Tal emulação também se viu na criação de manufaturas similares em outros países europeus, entre os que destacaram as Reales Fábricas espanholas de produtos de luxo, de armas, e de artigos de grande consumo monopolizadas pelo Estado como regalias: tabaco, aguardente, naipes.

### Na Inglaterra

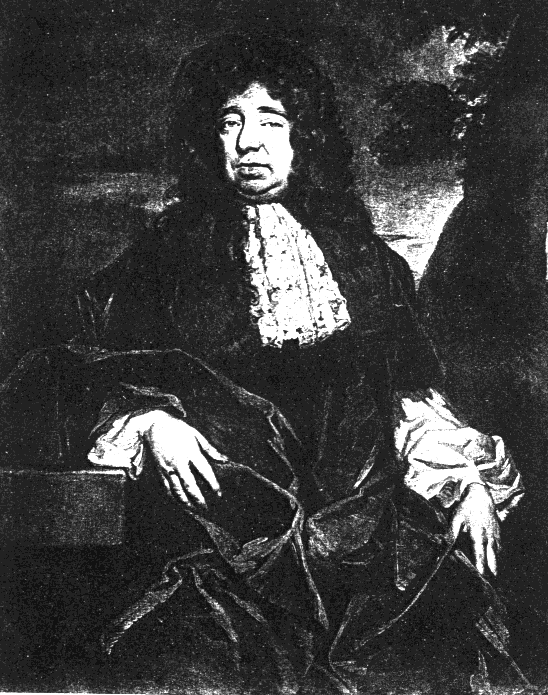
William Petty

Na Inglaterra, o mercantilismo atinge o seu apogeu durante o período chamado de Long Parliament (1640–1660). As políticas mercantilistas também se aplicaram durante os períodos Tudor e Stuart, especialmente com Robert Walpole como principal partidário. O controle do governo sobre a economia doméstica era menor que no restante da Europa, devido à tradição da Common law e o progressivo poder do parlamento.
Os monopólios controlados pelo Estado estenderam-se, especialmente antes da guerra civil inglesa, apesar de serem com frequência questionados. Os autores mercantilistas ingleses estavam divididos com a respeito da necessidade de controlo da economia interior. O mercantilismo inglês adotou a forma de controlo do comércio internacional. Foi posto em prática um amplo leque de medidas destinadas a favorecer a exportação e penalizar a importação. Foram instauradas taxas alfandegárias sobre as importações e subvenções à exportação. Foi proibida a exportação de algumas matérias-primas. As Navigation Acts (Ato de Navegação) proibiam aos comerciantes estrangeiros fazer comércio no interior da Inglaterra. A Inglaterra aumentou o número de colônias e, uma que vez estavam sob controlo, eram instauradas regras para autorizar a produzir apenas matérias-primas e a comerciar unicamente com Inglaterra. Isto conduziu a progressivas tensões com os habitantes dessas colônias e foi uma das principais causas da Guerra de Independência dos Estados Unidos.
Estas políticas contribuíram em larga medida a tornar a Inglaterra na maior potência comercial do Mundo, e uma potência econômica internacional. No interior, a transformação de terras não cultivadas em terreno agrícola teve um efeito duradouro. Os mercantilistas pensavam que para fazer crescer o poderio de uma nação, todas as terras e recursos deviam ser utilizadas ao máximo, o que levou a se embarcarem em grandes projetos como a drenagem da região dos fens ("pântanos" da planície de Bedford).

### Na Espanha

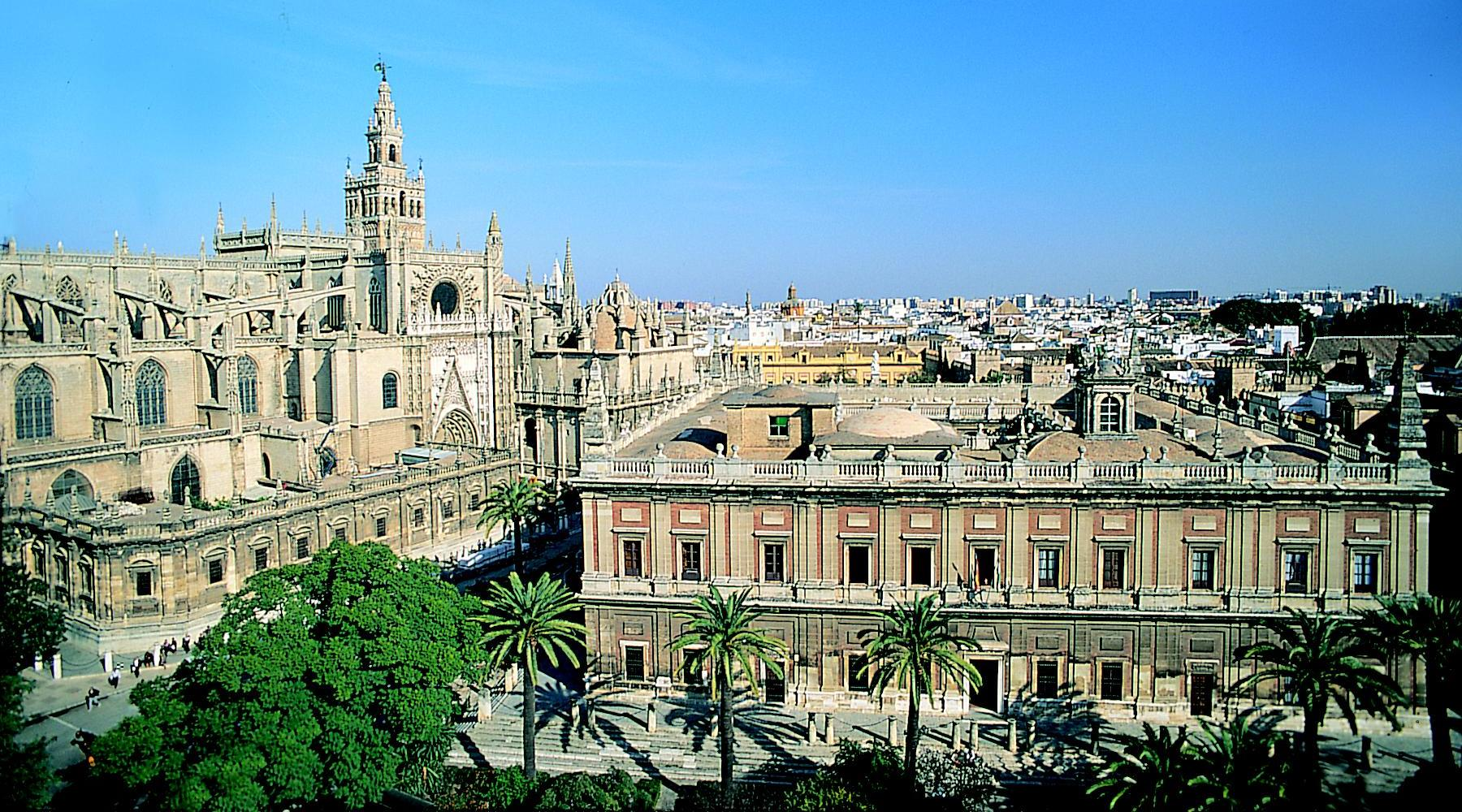
Casa de Contratação, que atualmente cumpre a função de Archivo de Indias, junto à Catedral de Sevilha. Centro econômico do mundo no século XVI, Sevilha afundou-se numa profunda crise no seguinte, enquanto Londres e Amsterdam entravam no seu apogeu

A revolução dos preços que afetou a toda Europa desde o século XVI, teve a sua origem na chegada a Espanha das remessas anuais de metais preciosos que trazia a frota das Índias, com o que a reflexão sobre as suas causas e possíveis soluções produziu o primeiro pensamento econômico digno de tal nome. A isso era acrescentada a tradição de petições econômicas nas Cortes, tanto as castelhanas quanto as dos reinos da Coroa de Aragão. Castela, desde a Baixa Idade Média presenciara um confronto entre os interesses vinculados à exportação da lã (a aristocrática Mesta, e a alta burguesia de mercadores de Burgos, as feiras e portos ligados com Flandres) e os vinculados à produção interna de panos (a baixa burguesia e o patriciado urbano das cidades centrais, como Segóvia e Toledo), que se expressaram nas guerras civis dos Trastâmara e mesmo na Guerra das Comunidades de Castela. Esse modelo simplificado não oculta a confluência de múltiplos interesses, tanto pessoais como dinásticos, institucionais e estamentais, como os das diferentes partes do clero, e mesmo a presença de minorias como judeus e conversos e a grande maioria social que é o campesinato. A mesma construção da monarquia autoritária tem muito para ver com a sua habilidade para arbitrar estes conflitos socioeconômicos e a sua dimensão política.
A mesma organização do monopólio do comércio americano, através da Casa de Contratação de Sevilha, conjugado com os empréstimos adiantados por banqueiros alemães (família Fugger) ou genoveses, e os mecanismos da dívida pública (juros) dão uma amostra do necessário e complicado que era entender os fenômenos econômicos e agir politicamente sobre eles. Era vital para o funcionamento do complexo aparato militar, burocrático e de Fazenda da Monarquia Hispânica (veja-se Instituições espanholas do Antigo Regime), no que os impostos (uns do rei, outros do reino, outros dos municípios), as múltiplas isenções, e os direitos e regalias do monarca formavam um tecido caótico.

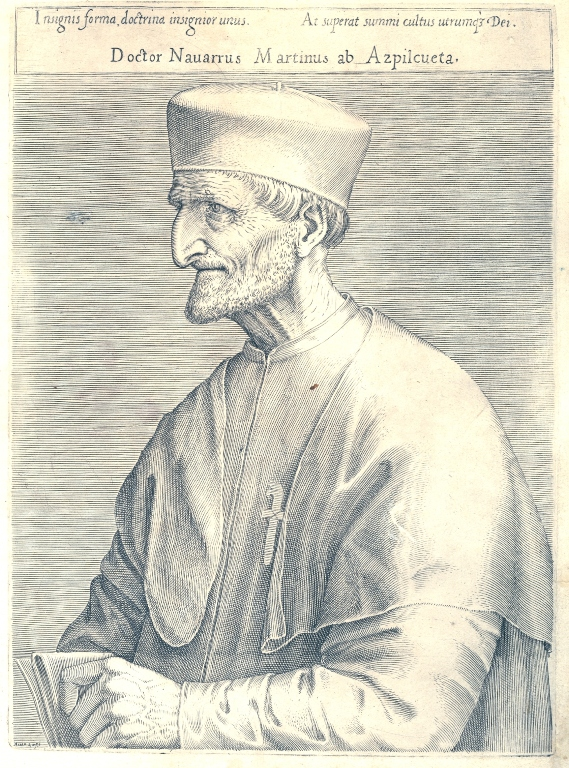
Martín de Azpilicueta

Os economistas espanhóis dos séculos XVI e XVII eram chamados de arbitristas, por ser chamado de arbítrio a medida que, pela sua mera vontade, podia o rei tomar em benefício do reino, e que esses autores solicitavam. Seu papel foi infra-valorado pela mesma historiografia econômica espanhola nos seus primeiros estudiosos, como é o caso de Manuel Colmeiro. Já na sua própria época eram ridicularizados por propor medidas extravagantes, como o fez Quevedo, que em várias ocasiões descreve bem-intencionados arbitristas ("arcigogolantes") causando toda classe de catástrofes; um de eles está tão concentrado em escrever as suas teorias que não se dá conta de que se tirou a sim mesmo um olho com a caneta.

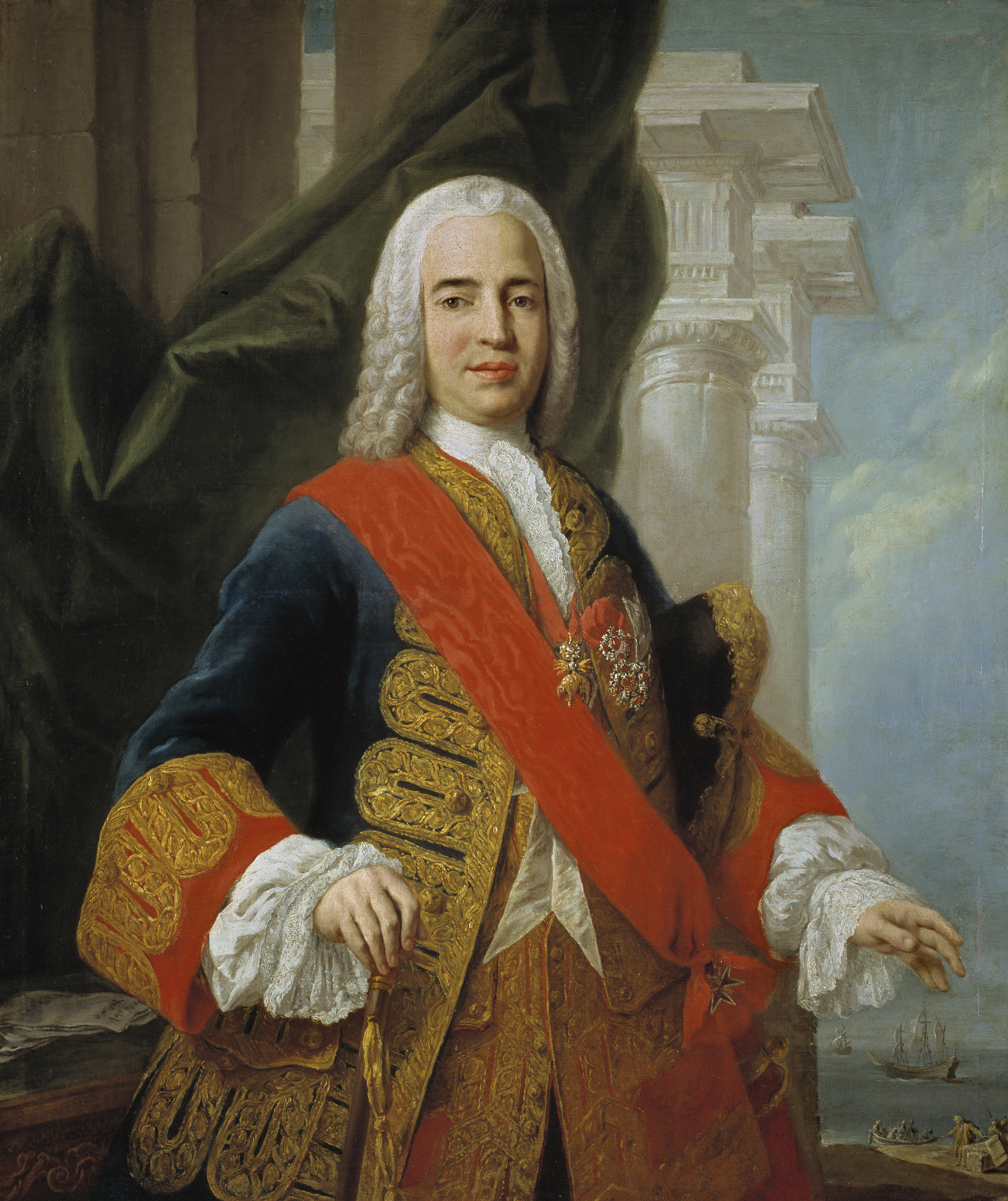
Zenón de Somodevilla, marquês da Ensenada

Durante a crise econômica da Espanha no Século XVII (de fato foi a principal afetada pela geral crise do século XVII) puseram-se em prática muitas políticas econômicas com certa incoerência, incluindo alterações monetárias e fiscais que mais que remediar, contribuíram para o seu aprofundamento. O Estado ruinoso de finais desse século, durante o reinado de Carlos II, porém presenciou uma reativação da economia nas zonas periféricas (exceto Andaluzia). Após a Guerra de Sucessão Espanhola (1700-1714), implicou um indubitável sucesso econômico a adoção, pelos governos de Filipe V, de uma série de medidas mercantilistas de inspiração colbertista importadas da França (ministros Jean Orry e Michael-Jean Amelot).
No século XVIII, a herança do arbitrismo mudou para o chamado projectismo ilustrado com maior elevação intelectual. No reinado de Fernando VI as medidas associadas ao Cadastro de Ensenada, muito ambiciosas, não foram aplicadas com decisão. O mesmo ocorreu com as do Marquês de Esquilache com Carlos III (decreto de abolição da taxa do trigo e livre comércio de grão, 1765), que foi apartado após o motim que leva o seu nome (1766). O final do século XVIII é o da ascensão de políticos com ideias econômicas mais próximas à fisiocracia e o liberalismo econômico (Campomanes e Jovellanos), destacando-se o projeto de lei agrária e a liberalização do comércio americano; que também não conseguiram um desenvolvimento eficaz, já na crise do Antigo Regime.

### Em Portugal
Em Portugal, o mercantilismo surgiu no século XVII, no reinado de D. Pedro II, com o Conde da Ericeira e o Marquês de Fronteira com o objectivo de proteger a economia portuguesa, que era marcada por uma grande dependência face ao exterior.
As medidas tomadas por Conde da Ericeira passaram por uma política de desvalorização monetária, que encarecia os produtos estrangeiros importados e embaratecia os portugueses, passavam também pelo incentivo e protecção da indústria, e apoio ao comércio.
As Leis Pragmáticas de 1677 que impediam as importações de tecidos estrangeiros e luxos e incentivavam o uso de produtos feitos no reino, foi de todas a medida que mais se destacou.
Estas medidas fizeram com que a indústria manufactureira nacional se desenvolvesse. Como dizia Duarte Ribeiro de Macedo (1675) um dos autores mais importantes nesta matéria”A importância da circulação do dinheiro na sociedade é igual à circulação do sangue no corpo humano”, daí a importância destes desenvolvimentos das indústrias nacionais.
As primeiras medidas mercantilistas não foram bem sucedidas devido à diminuição das importações de países como a Inglaterra, o que levou a que Portugal assinasse o Tratado de Methuen em 1703, onde estava patente que Portugal importava as manufacturas de Inglaterra que por sua vez importava os vinhos portugueses, este tratado contribuiu para o desenvolvimento da viticultura, principalmente na Madeira, nos Açores e no Douro. Porém o Tratado de Methuen veio a acentuar o desequilíbrio da balança comercial devido ao valor das manufacturas que eram importadas de Inglaterra ser mais alto do que o dos vinhos que eram exportados, o que se reflectiu na balança deficitária. A solução para minimizar este problema surgiu através do ouro do Brasil que era usado para cobrir o défice.
Também a política de Marquês de Pombal, ministro de D. José I apresentou alguns aspectos mercantilistas, pois fomentou o comércio, através da criação de companhias comerciais privilegiadas como: a Companhia para o Comércio do Oriente; Companhia do Grão-Pará e Maranhão; Companhia Geral do Pernambuco e Paraíba; Companhia para o Comércio dos Ajauas e dos Macuas; Companhia Geral da Agricultura das Vinhas do Alto Douro, todas estas companhias fomentaram a economia nacional.
Também desenvolveu a indústria, através da fundação e renovação de fábricas de vidros, na Marinha Grande, de louças, em Lisboa, da reorganização da Real Fábrica das Sedas, em Tomar, e da contratação de mão-de-obra qualificada estrangeira para melhorar a produção e aplicação de medidas proteccionistas para os produtos nacionais.
Em suma, a política de Marques de Pombal centrou-se no desenvolvimento da indústria e do comércio, para suster a crise económica e libertar o país da dependência externa.

### Outros países
As demais nações também adotaram as teses mercantilistas em diferentes graus. Os Países Baixos, que se tornaram o centro financeiro da Europa graças à sua muito desenvolvida atividade comercial, estavam pouco interessados em restringir o comércio e somente na última hora adotaram algumas políticas mercantilistas.
O mercantilismo desenvolveu-se em Europa Central e em Escandinávia após a Guerra dos Trinta Anos (1618–1648), quando Cristina da Suécia e Cristiano IV da Dinamarca passaram a preconizá-lo. Os imperadores Habsburgo interessaram pelas ideias mercantilistas, mas a extensão e a relativa descentralização deste Império fazia difícil a adoção de tais medidas. Alguns Estados do Império adotaram as teses mercantilistas, especialmente a Prússia, que teve sob o mandato de Frederico II a economia mais rígida da Europa. Com esta base doutrinal, a Alemanha ia gestar uma escola chamada dos "cameralistas" que teria influência até o Século XIX.
Rússia sob Pedro o Grande tratou de pôr em prática o mercantilismo sem muito sucesso devido à ausência de uma classe significativa de comerciantes ou de uma base industrial.

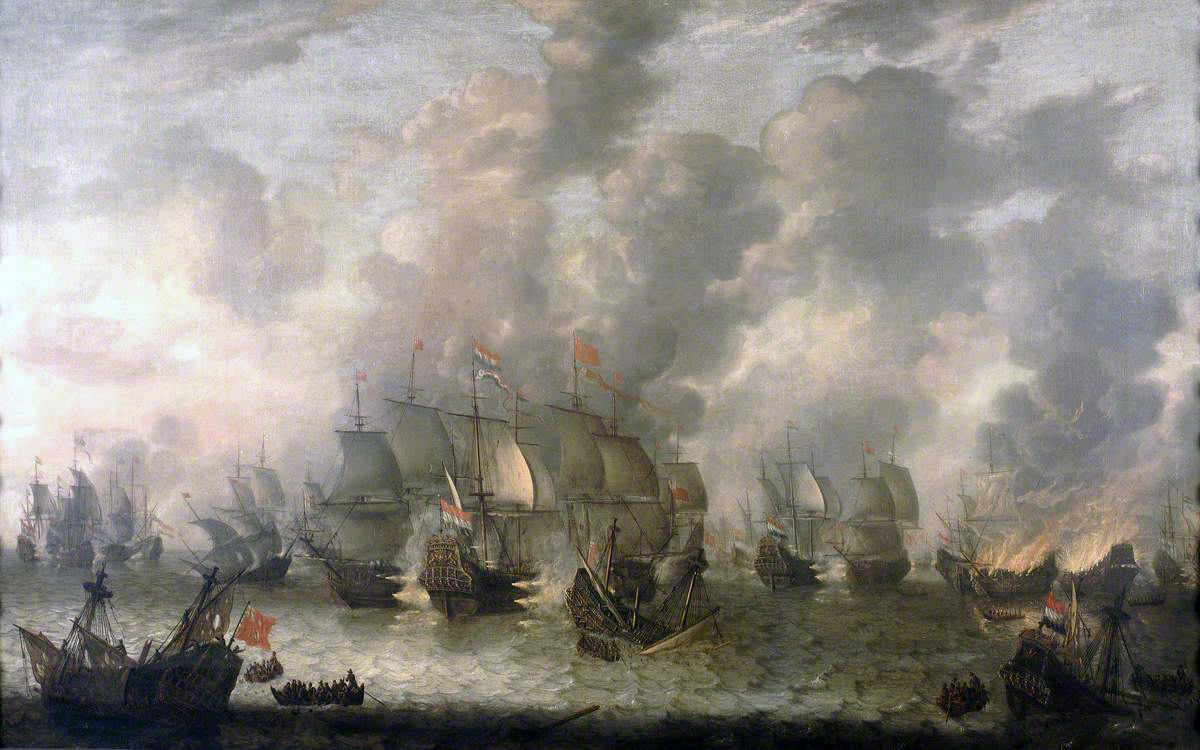
A batalha de Scheveningen, 10 de Agosto de 1653 por Jan Abrahamsz Beerstraaten, por volta de 1654, representa a batalha final da Primeira Guerra Anglo-Holandesa

As ideias mercantilistas também alimentaram os períodos de conflito armado nos séculos XVII e XVIII. Ao ser a ideia dominante que o stock de riqueza é algo fez, o único jeito de aumentar a riqueza de um país era em detrimento de outro. Muitas guerras, entre as quais é preciso contar as guerras anglo-holandesas, franco-holandesa, e franco-inglesa foram ocasionadas pelas doutrinas que preconizavam o nacionalismo econômico. O mercantilismo contribuiu também para o desenvolvimento do imperialismo, pois todas as nações tratavam de apoderar-se de territórios para ficar com matérias-primas. Ao longo deste período o poder das nações europeias estendeu-se por todo o planeta. À custa da economia interior, esta expansão criou monopólios, quer as britânicas Companhia das Índias quer a Companhia da Baía de Hudson, quer a francesa Companhia das Índias Orientais.
Estas companhias privilegiadas tinham precedentes desde o século XIV nas cidades italianas de Pisa, Gênova, Florença e Veneza; a Hansa é omitida por responder a outra categoria funcional. Em Inglaterra surgirão algumas a partir de guildas medievais preexistentes, como as diferentes Company of Merchant Adventurers (séculos XV e XVI). Foi na Holanda independente da Monarquia Católica que apareceram as primeiras dignas do nome de companhias privilegiadas: a VOC (1602) e a WIC (1621). Outras nações tiveram companhias privilegiadas, notavelmente as nórdicas (Dinamarca, Suécia…). Na Espanha, apesar de contar com precedentes medievais, como os Consulados do Mar aragoneses ou as instituições similares castelhanas, a figura é de incorporação mais tardia: no século XVIII o monopólio do porto de Cádiz (sucessor do de Sevilha), já muito castigado pelas consequências comerciais do Tratado de Utrecht, foi admitindo a presença de alguma companhia similar, como a Compañía Guipuzcoana de Caracas (1728).

## Críticas
Um bom número de estudiosos já haviam assinalado alguns erros importantes nas teorias mercantilistas bem antes que Adam Smith desenvolvesse uma ideologia que o pudesse substituir completamente. Houve críticos como Dudley North, John Locke ou David Hume que atacaram os fundamentos do mercantilismo, e ao longo do século XVIII foi perdendo o favor que tivera. Os mercantilistas eram incapazes de entender noções como a da vantagem competitiva (embora esta ideia apenas chegasse a ser entendida com David Ricardo em 1817) e os benefícios do comércio. Por exemplo, Portugal era um produtor muito mais eficiente de vinho do que Inglaterra, enquanto na Inglaterra era relativamente mais barata a produção têxtil. Pelo tanto, se Portugal se especializava em vinho e a Inglaterra em têxteis, ambos os Estados sairiam beneficiados se comerciassem. Nas teorias econômicas modernas, o comércio não se entende como uma soma zero entre competidores, pois que ambas as partes podem ser beneficiadas, pelo qual se trata mais de um jogo de soma positiva. Mediante a imposição das restrições à importação, ambas as nações terminam sendo mais pobres que se não existissem travas ao comércio.

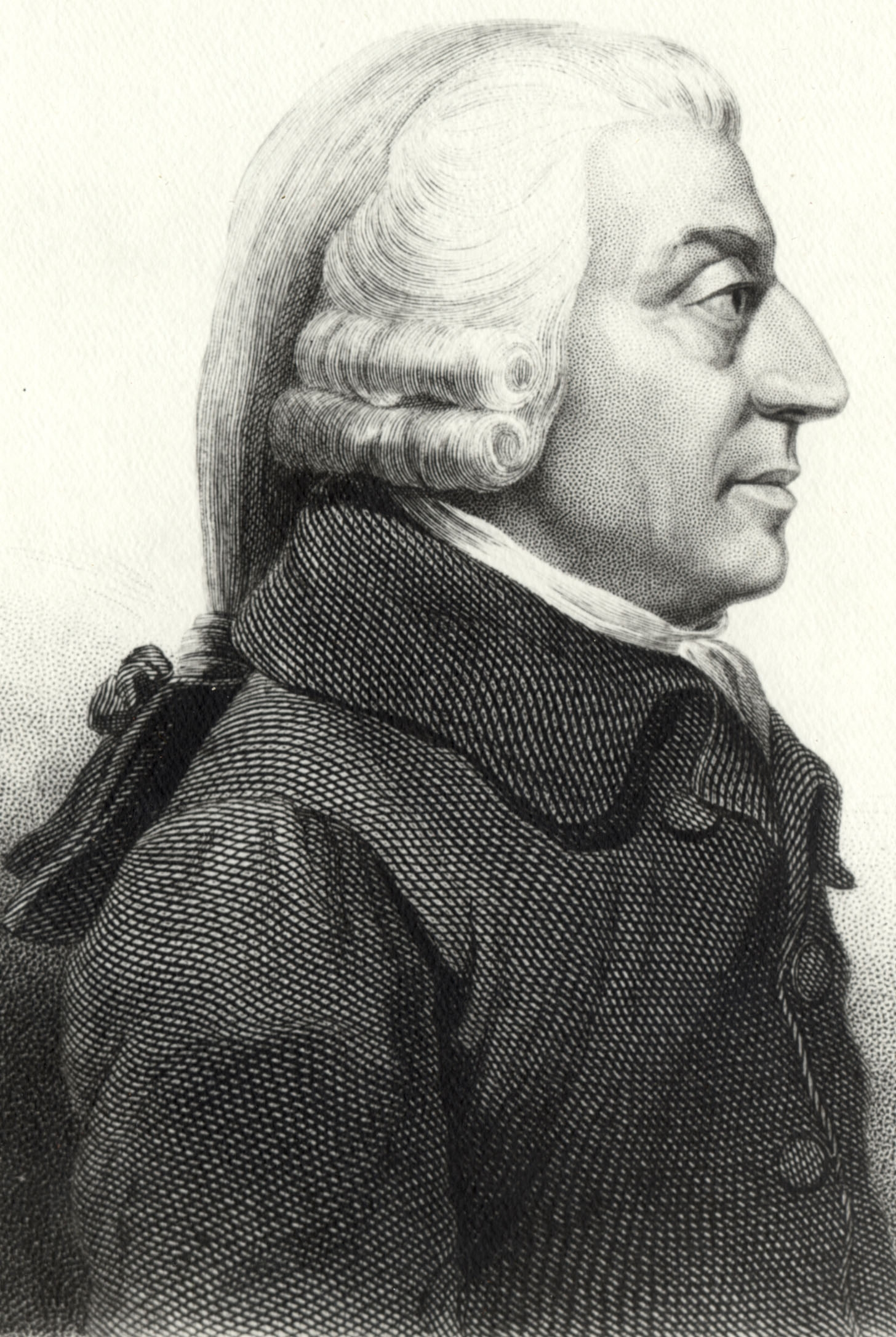
Grande parte de "A Riqueza das Nações" de Adam Smith é um ataque ao mercantilismo

David Hume, pela sua vez, apontou a impossibilidade do grande objetivo mercantilista de conseguir uma balança comercial positiva constante. À medida que os metais preciosos entravam num país, a oferta incrementar-se-ia e o valor desses bens nesse Estado começaria a reduzir-se com referência a outros bens de consumo. Pelo contrário, no Estado que exportasse os metais preciosos, o valor começaria a crescer. Chegaria um momento no que não compensasse exportar bens do país com altos preços ao outro país, que agora teria níveis de preços menores, e a balança comercial terminaria revertendo por si mesma. Os mercantilistas não entenderam este problema, e argumentaram durante muito tempo que um acréscimo na quantidade de dinheiro simplesmente significava que todo o mundo era mais rico.
Outro dos objetivos principais à hora de criticar as teorias do mercantilismo foi a importância que dada aos metais preciosos, mesmo quando alguns mercantilistas começaram a tirar a importância do ouro e a prata. Adam Smith apontou que os metais preciosos eram exatamente iguais que qualquer outro bem de consumo, e que não havia razão alguma para lhe dar um tratamento especial. O ouro não era mais do que um metal de cor amarela que era valioso simplesmente por não ser abundante.
A primeira escola que recusou completamente o mercantilismo foi a da Fisiocracia, na França. Contudo, as suas teorias também apresentavam uma série de importantes problemas, e a substituição do mercantilismo não se produziu até que Adam Smith publicou a sua famosa obra "Uma investigação sobre a natureza e as causas da riqueza das nações" em 1776. Este livro amostra as bases do que atualmente se conhece como a economia clássica. Smith dedica uma parte considerável do livro a rebater os argumentos dos mercantilistas, se bem que estes são com freqüência versões simplistas ou exageradas dos seus pensamentos.
Os acadêmicos também estão divididos à hora de estabelecer uma causa para o final do mercantilismo. Aqueles que crêem que a teoria era simplesmente um erro deduzem que a sua substituição era inevitável desde o momento em que as ideias de Smith, muito mais exatas, foram expostas ao público. Aqueles que opinam que o mercantilismo era uma procura de formas de enriquecimento para uma parte da sociedade entendem que somente terminou quando se produziram importantes câmbios na sociedade, e nomeadamente no sistema de poderes. No Reino Unido o mercantilismo foi desaparecendo a partir de que o Parlamento açambarcou o poder que o monarca tinha para estabelecer monopólios. Se bem que os ricos capitalistas que controlavam a Casa dos Comuns se beneficiavam desses monopólios, o Parlamento via difícil levá-los a cabo por causa do grande custo que supunha tomar essas decisões coletivas.
Os regulamentos mercantilistas foram eliminados pouco a pouco ao longo do século XVIII no Reino Unido, e durante o século XIX o governo britânico adotou abertamente o livre comércio e as teorias econômicas de Smith do laissez faire. No continente o processo foi algo diferente. Na França as prerrogativas econômicas da monarquia absoluta foram mantidas até a Revolução Francesa, sendo então que terminou o mercantilismo. Na Alemanha o mercantilismo continuou sendo uma importante ideologia até começos do século XX.

## Legado

### Ideias mercantilistas sobreviventes

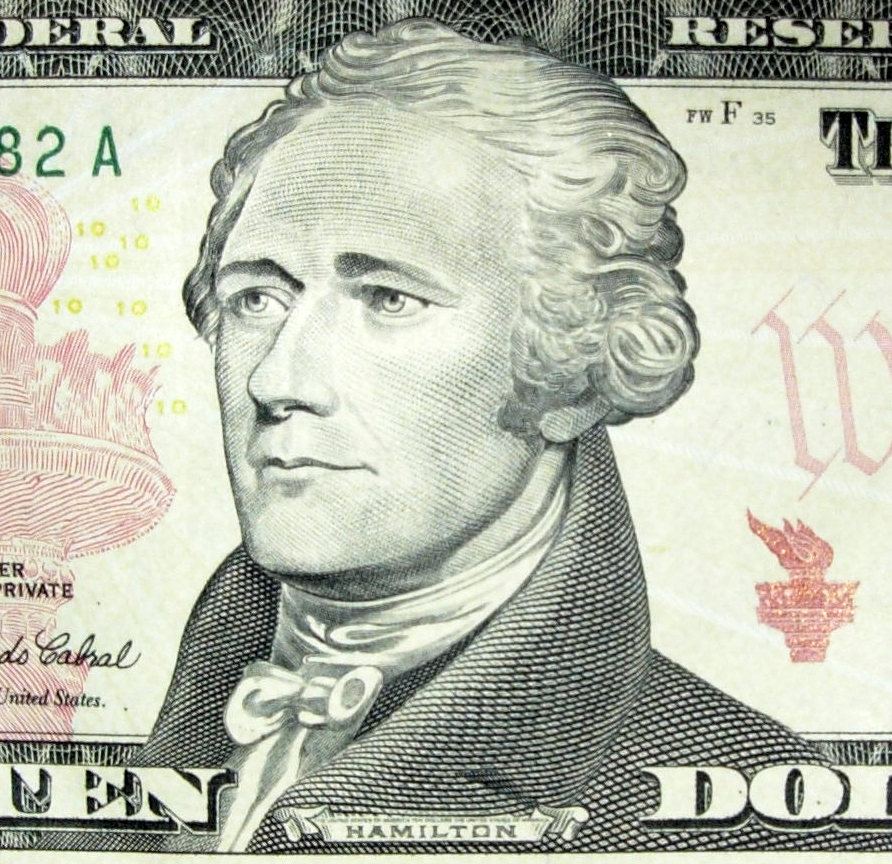
Alexander Hamilton preside os bilhetes de 10 dólares americanos

Pode afirmar-se que as críticas de Adam Smith ao mercantilismo foram aceitas no Império Britânico, mas recusadas nos Estados Unidos por figuras tão importantes quanto Alexander Hamilton, Friedrich List, Henry Clay, Henry C. Carey e Abraham Lincoln. No século XX, a maioria de economistas de ambos os lados do Atlântico chegaram a aceitar que em algumas áreas as teorias mercantilistas eram corretas. O mais importante foi o economista John Maynard Keynes, que explicitamente apoiou algumas das suas teorias.
Adam Smith recusara a ênfase que até então os mercantilistas puseram na quantidade de dinheiro argumentando que os bens, a população e as instituições eram as causas reais de prosperidade. Keynes argumentou que a quantidade de dinheiro em circulação, a balança comercial e os tipos de interesse tinham uma grande importância na economia. Este ponto de vista foi logo a base do monetarismo, cujos defensores atualmente recusam muitas das teorias econômicas keynesianas, mas que se desenvolveu e é atualmente uma das escolas econômicas mais importantes. Keynes também fez notar que o enfoque nos metais preciosos também era razoável na época na que se deu (começos da era moderna). Numa época anterior ao papel moeda, um acréscimo dos metais preciosos e das reservas do Estado era a única forma de incrementar a quantidade de dinheiro em circulação.
Adam Smith, por outro lado, também recusou a ênfase do mercantilismo para a produção, argumentando que a única forma de fazer crescer à economia era através do consumo (que, pela sua vez, impulsionava a produção de bens). Keynes, porém, defendeu que a produção era tão importante quanto o consumo.

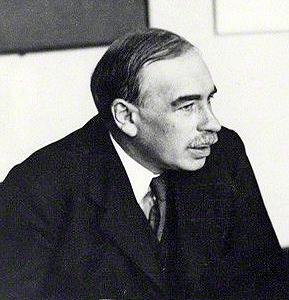
John Maynard Keynes

Keynes e outros economistas do período também retomaram a importância que tinha a balança de pagamentos, e visto que desde a década dos anos 1930 todas as nações controlaram as entradas e saídas de capital, a maioria dos economistas está de acordo em que uma balança de pagamentos positiva é melhor que uma negativa para a economia de um país. Keynes também retomou a ideia de que o intervencionismo governamental é uma necessidade econômica.
Contudo, se bem que as teorias econômicas de Keynes tiveram um grande impacto, não tiveram tanto sucesso os seus esforços de reabilitar a palavra mercantilismo, que atualmente segue a ter conotações negativas e é usado para atacar uma série de políticas protecionistas. Por outro lado, as similaridades entre o keynesianismo e as ideias dos seus sucessores com o mercantilismo às vezes fizeram que os seus detratores as categorizassem como neomercantilismo.
Por outro lado, alguns sistemas econômicos modernos copiam algumas das políticas mercantilistas. Por exemplo, o sistema do Japão ocasionalmente também é qualificado de neo-mercantilista.
Uma área do uso da informação, Smith foi rebatido antes mesmo do que Keynes. Os mercantilistas, que eram geralmente mercadores ou funcionários públicos do governo, tinham em suas mãos uma grande quantidade de dados de primeira mão sobre o comércio, e usavam-nos consideravelmente nas suas pesquisas e escritos.
William Petty, um mercantilista importante, é com freqüência considerado o primeiro economista em usar uma análise empírica para estudar a economia. Smith recusava este sistema por entender que o método dedutivo era o método correto para descobrir as verdades econômicas. Atualmente, porém, a maioria das escolas econômicas aceitam que ambos os métodos são importantes (se bem que a Escola Austríaca supõe uma notável exceção).
Em instâncias específicas, as políticas mercantilistas protecionistas também tiveram um impacto positivo no Estado que as pôs em prática. O mesmo Adam Smith (sem importar a contradição em que incorria ao patrocinar o livre comércio para as demais e não para a sua própria nação) elogiou as Atas de Navegação inglesas por terem servido para expandir enormemente a frota mercante britânica, e por ter um papel central em tornar o Reino Unido na superpotência naval e econômica que foi desde então. Alguns economistas argumentaram que o protecionismo era bom para indústrias em desenvolvimento, e que se bem que causa alguns danos a curto prazo, pode ser benéfico a longo (teoria das "indústrias infantis" do alemão Friedrich List).
Em qualquer caso, A Riqueza das Nações teve um profundo impacto no final do mercantilismo e a adoção posterior da política de livre mercado. Para 1860, a Inglaterra já eliminara os últimos vestígios do mercantilismo (por exemplo, as protecionistas leis dos grãos ou Corn Laws). As regulamentações industriais, os monopólios e as tarifas alfandegárias foram retiradas. Convertida em "a oficina do mundo", com uma indústria e uma frota mercante com a que ninguém podia competir, Inglaterra converteu-se na grande defensora e propagandista da política de livre mercado, justo no momento em que mais a beneficiava, e o continuou a ser até a Primeira Guerra Mundial, quando a segunda revolução industrial trouxe competidores sérios.

### Herança política

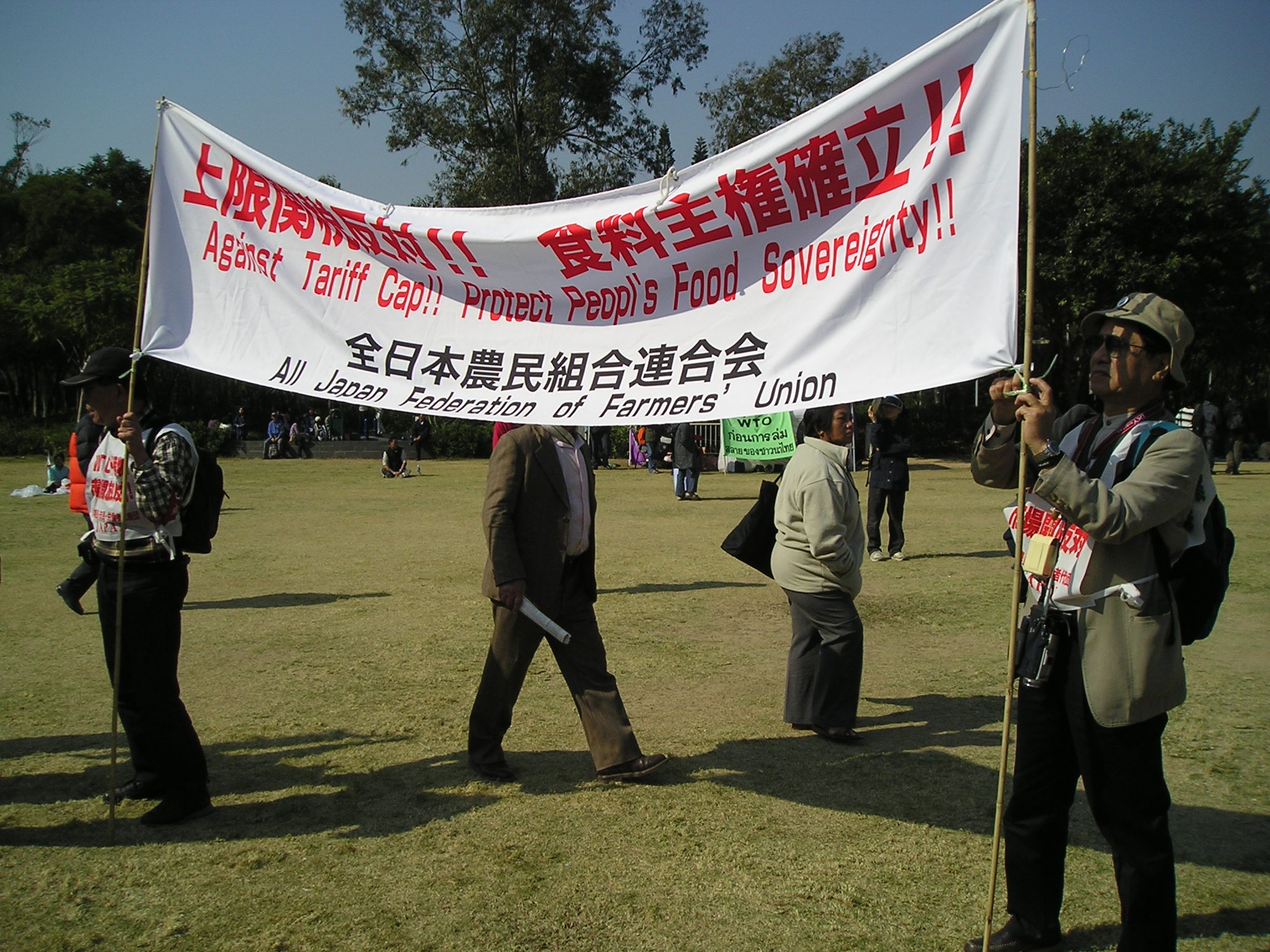
Manifestação para a manutenção do protecionismo à agricultura no Japão. Os protestos antiglobalização incluem habitualmente a defesa de posições similares ao mercantilismo

A posteridade do mercantilismo foi sem dúvida maior na prática política que na teoria econômica. Se o pensamento econômico do século XIX é dominado pelas escolas clássica e neoclássica, mais bem favoráveis ao livre-comércio, a prática política esteve influenciada durante muito tempo por ideias mercantilistas. Como faz ver o historiador Paul Bairoch, apesar de "os homens deixarem de razoar em termos de nível de desenvolvimento a conseguir em maior ou menor tempo passando a fazê-lo em termos de apropriação de uma parte maior de riqueza", em 1815 e em 1913, o mundo ocidental é "um oceano de protecionismo rodeando alguns ilhotes liberais".
Após o fim da Segunda Guerra Mundial, assiste-se a uma liberalização contínua do comércio mundial sob o impulso das grandes instituições de livre-comércio como a Organização Mundial do Comércio (OMC), o Banco Mundial ou o Fundo Monetário Internacional (FMI). Contudo alguns economistas como Paul Krugman opinam que estas instituições estão guiadas por um "mercantilismo ilustrado", que não tenta favorecer os princípios do livre-comércio, senão favorecer as concessões comerciais mutuamente vantajosas. Outros economistas radicais e pensadores chegam a afirmar que essas organizações, com a escusa do livre-comércio, impõem a forma de comércio internacional que desejam as grandes potências econômicas que os controlam.
Segundo Daniel Cohen, os recentes insucessos das negociações no seio da OMC resultam reveladores desse "mercantilismo ilustrado". Se as negociações das anteriores etapas chegaram a ter sucesso, foi graças a comprometimentos, a concessões recíprocas e eqüitativas. Os países ricos aceitavam, por exemplo, liberalizar o setor têxtil em troca de vantagens em matéria de serviços financeiros concedidos pelos países emergentes. Por outro lado, após a cimeira de Cancún em 2003, as negociações entre países ricos e pobres mudaram de natureza. Os debates focalizam-se no tema agrícola no que as oportunidades de um intercâmbio mutuamente benéfico apareceram impossíveis. Longe de ser um "jogo de soma positiva", o comércio internacional aparece como um "jogo de soma zero", o desafio da cimeira passou a ser: "nossos agricultores ou os vossos", como se as ganâncias de uma nação significassem perdas para outra.
O termo neo-mercantilismo serve para designar, quase sempre de jeito pejorativo, as políticas contemporâneas que lembram as dos mercantilistas do século XVIII. Consistem quase sempre em medidas protecionistas ou em políticas comerciais agressivas nas quais o Estado se implica para fomentar a competitividade das empresas nacionais.
No contexto da globalização, o neo-mercantilismo baseia-se no conceito de "competência mundial", vindo a ser uma "guerra econômica" entre os países. Diz-se que a proteção às empresas nacionais e o apóio à sua competitividade nos mercados mundiais é proveitosa para a economia nacional. Assim algumas grandes potências são acusadas de neo-mercantilistas quando apóiam à sua indústria nacional por meio de subvenções ou de encargos estatais, ao mesmo tempo em que impõem quantidades, taxas ou normas à importação, para proteger o seu mercado interior. O conflito Boeing-Airbus, unido às subvenções atribuídas a cada uma das suas empresas por parte dos governos norte-americano (em forma de encargos) e europeus, pode ser visto como exemplo de neo-mercantilismo.
O conceito de "guerra comercial" alimenta as campanhas políticas das grandes potências econômicas: é preciso "fazer Europa para chegar ao peso" dizia um cartaz do Partido Socialista Francês que apresentava a Europa frente de um lutador de sumo japonês e um obeso norte-americano durante a campanha eleitoral para o referendum sobre o Tratado de Maastricht em 1992. Segundo alguns, essas políticas servem de contrapeso para os efeitos supostamente negativos da globalização econômica sobre a justiça social, enquanto os economistas do livre-comércio opinam que favorecem interesses particulares de algumas indústrias e prejudicando ao interesse geral. Contudo, o conceito de preferência comunitária não é uma realidade jurídica, nem sequeira econômica. Se foi sancionado pelo Tribunal de Justiça da União Europeia a 13 de Março de 1968 em matéria de política agrária comum (em função de um direito de alfândega sobre os produtos procedentes de países terceiros), pronto topou-se com os objetivos do GATT. Atualmente é mantida uma tarifa exterior comum, que provoca com freqüência duras discussões entre os países membros da União Europeia e a Organização Mundial do Comércio

## Características principais do mercantilismo
Metalismo: Crença de que a riqueza de uma nação se media pela quantidade de metais preciosos (ouro e prata) que possuía. Isso levou à busca por colônias que pudessem fornecer esses metais e à implementação de políticas para evitar a saída deles do país.
Balança comercial favorável: O objetivo era exportar mais do que importar, gerando um saldo positivo que se traduziria na entrada de metais preciosos. Para isso, incentivava-se a produção nacional e impunham-se barreiras alfandegárias às importações.
Protecionismo: Adoção de medidas para proteger a economia interna da concorrência estrangeira, como altas taxas de importação e subsídios à produção nacional.
Intervenção estatal: O Estado desempenhava um papel central na economia, regulamentando o comércio, a produção e até mesmo concedendo monopólios.
Colonialismo: A conquista e exploração de colônias eram fundamentais para o mercantilismo, pois forneciam matérias-primas, mercados consumidores e, em alguns casos, metais preciosos.
Incentivo à manufatura: Buscava-se desenvolver a produção nacional de bens manufaturados para reduzir a dependência de importações e aumentar as exportações.
Tipos de Mercantilismo:
A aplicação do mercantilismo variou de acordo com as características e necessidades de cada nação. Podemos destacar alguns tipos:
Metalismo (Bulionismo): Característico da Espanha e Portugal, com foco na acumulação de metais preciosos provenientes da exploração de suas colônias.
Colbertismo (Mercantilismo Industrial): Praticado na França sob o ministro Colbert, com ênfase no desenvolvimento da indústria manufatureira de bens de luxo para exportação.
Mercantilismo Comercial e Marítimo: Adotado pela Inglaterra e Holanda, que buscavam o enriquecimento através do comércio marítimo, da criação de companhias de comércio e do controle de rotas comerciais.